# Эскадренные миноносцы проекта 30-К
Эскадренные миноносцы проекта 30-К, также известные как тип «Осмотрительный» (код НАТО — «Ognevoy») — проект эскадренных миноносцев Военно-Морского Флота СССР. Тридцать кораблей серии были изначально заложены в 1939—1941 годах по проекту 30 в рамках «Десятилетнего плана строительства кораблей ВМФ на 1938—1947 годы». Предполагалось, что проект 30 станет промежуточным типом эскадренного миноносца между проектами 7-У и 35. В начале Великой Отечественной войны строительство кораблей по базовому проекту 30 было прекращено, но один корабль («Огневой») в 1943—1944 годах удалось достроить. До 1950 года ещё десять кораблей, заложенных по проекту 30, были достроены по откорректированному проекту 30-К («К» — корректированный). Остальные корабли достроены не были.

## Проект 30

### История проектирования

#### Тактико-техническое задание
В начале августа 1937 года состоялось заседание Комитета обороны СССР, ставшее драматическим для эсминцев проекта 7 и «судеб многих людей, связанных с осуществлением программы их строительства». В ходе этого заседания, на котором присутствовал И. В. Сталин, было принято решение об отказе дальнейшего строительства эсминцев проекта 7 и переделках четырнадцати уже спущенных кораблей этого проекта по «усовершенствованному» проекту 7-У. Одновременно с этим флоту срочно поручалось выдать судостроительной промышленности задание на проектирование серийного эсминца нового типа с учётом опыта войны в Испании. К этому времени у политического руководства страны созрела идея создания в течение двух последующих пятилеток «большого морского и океанского флота», в том числе крупных надводных кораблей — линкоров и тяжёлых крейсеров, для сопровождения которых требовались эскортные корабли с повышенными дальностью хода и автономностью по запасам провизии (на эсминцах проекта 7 эти основные элементы были ограничены в пользу сокращения водоизмещения.
Тактико-техническое задание (ТТЗ) на эскадренный миноносец проекта 30 было утверждено Начальником Морских сил РККА 15 ноября 1937 года и предусматривало усиление зенитного вооружения путём дополнительной установки четырёх 37-мм автоматов и четырёх 7,62-мм пулемётов, а торпедного — третьим трёхтрубным аппаратом. Дальность плавания экономическим ходом требовалось довести до 4000 морских миль, полную скорость хода — до 38 узлов. Стандартное водоизмещение было ограничено величиной 1700 т. Корпус эсминца представлял собой корпус «улучшенной семёрки», увеличенный до размеров, в которые могла бы «комфортно» вписаться главная энергетическая установка проекта 7-У с эшелонным расположением машинно-котельных отделений. По мере выполнения предэскизных проработок был поднят вопрос об увеличении стандартного водоизмещения до 1850—1900 т. После согласований было принято водоизмещение в 1750 т; в целях его сокращения боезапас 76-мм артустановок был уменьшен с 400 до 300 выстрелов на ствол, автономность снижена до десяти суток, а конструктивная защита ограничивалось только бронированием щитов артиллерии, боевой рубки и постов управления торпедными аппаратами.

#### Эскизный проект
В процессе первоначальной проработки задания была определена основная отличительная идея, заложенная в проект 30. Суть её сводилась к тому, чтобы сгруппировать главную артиллерию и зенитную артиллерию корабля в башенные установки.
Разработка эскизного проекта 30 велась в двух вариантах: с одинарными щитовыми и спаренными башенными артиллерийскими установками калибра 130 и 76 мм. В обоих вариантах предполагалось заменить три трёхтрубных аппарата, предусмотренных ТТЗ, на два пятитрубных аппарата. 20 мая 1938 года ВМФ, рассматривая эскизный проект, отверг вариант со щитовыми артиллерийскими установками, сочтя его ухудшенным вариантов лидеров проекта 1.

#### Технический проект
Разработка технического проекта 30 велась конструкторским бюро завода № 190 (ныне ССЗ Северная верфь) НКСП в 1937—1939 годах под руководством главного конструктора проекта А. М. Юновидова. Технический проект 30 был утверждён Постановлением Правительства № 403 от 27 октября 1939 года.

### История строительства
Строительство серии ЭМ проекта 30 началось в 1939 году. Всего по проекту 30 было заложено 30 кораблей (в том числе 28 до 22 июня 1941 года), из них построено по проекту 30 — 1 (головной ЭМ «Огневой»), 10 единиц были достроены по проекту 30-К, а остальные — разобраны на металл. Всего удалось спустить на воду только 5 ЭМ проекта 30:
- ССЗ им. Жданова: «Отличный», «Образцовый» и «Отважный»;
- заводе им. 61 Коммунара в Николаеве: «Огневой» и «Озорной».

Эсминцы «Огневой» и «Озорной» были выведены с завода в августе 1941 года, буквально перед захватом Николаева немецкими войсками. Оставшиеся недостроенные эсминцы проекта 30 «Отменный», «Обученный», «Отчаянный», «Общительный» были захвачены и уничтожены.
Только в 1943 году в Батуми приступили к достройке ЭМ «Огневой» и закончили его в апреле 1945 года. Остальные четыре и ещё пять эсминцев, заложенных на заводах в Комсомольске-на-Амуре и Молотовске (Северодвинске), были достроены по корректированному проекту 30-К.
Этапы строительства кораблей проекта 30
| Наименование корабля                  | Судостроительный завод | Заводской номер | Дата закладки    | Дата спуска на воду | Техническая готовность на 22 июня 1941 года | Плановый год сдачи | Дата подписания приёмного акта | Примечания.                                            |
| ------------------------------------- | ---------------------- | --------------- | ---------------- | ------------------- | ------------------------------------------- | ------------------ | ------------------------------ | ------------------------------------------------------ |
| «Отличный»                            | № 190                  | С-538           | 2 декабря 1939   | 1-я пол. 1941       | 41 %                                        |                    | 31 октября 1948                | Достроен по проекту 30-К.                              |
| «Образцовый»                          | № 190                  | С-539           | 2 декабря 1939   | 1-я пол. 1941       | Н/д                                         |                    | 29 сентября 1949               | Достроен по проекту 30-К.                              |
| «Отважный»                            | № 190                  | С-540           | 30 декабря 1939  | 1-я пол. 1941       | Н/д                                         |                    | 2 марта 1950                   | Достроен по проекту 30-К.                              |
| «Одарённый»                           | № 190                  | С-541           | 30 декабря 1939  | —                   | Н/д                                         |                    | 28 июня 1950                   | Достроен по проекту 30-К.                              |
| «Огненный»                            | № 190                  |                 | 1940             | —                   | Н/д                                         |                    |                                |                                                        |
| «Ожесточённый»                        | № 190                  |                 | 1940             | —                   | Н/д                                         |                    |                                |                                                        |
| «Острый»                              | № 190                  |                 | 1940             | —                   | Н/д                                         |                    |                                |                                                        |
| «Ослепительный»                       | № 190                  |                 | 1940             | Н/д                 |                                             |                    |                                |                                                        |
| «Осторожный»                          | № 190                  |                 | 1941             | —                   | Н/д                                         |                    |                                |                                                        |
| «Отчётливый»                          | № 190                  |                 | 1941             | —                   | 1,2 %                                       |                    |                                |                                                        |
| «Организованный»                      | № 189                  |                 | 1941             | —                   | Н/д                                         |                    |                                |                                                        |
| «Отборный»                            | № 189                  |                 | апрель 1941      | —                   | Н/д                                         |                    |                                |                                                        |
| «Отражающий»                          | № 189                  |                 | апрель 1941      | —                   | Н/д                                         |                    |                                |                                                        |
| «Огневой» (до 20. 11. 1939 «Опасный») | № 200                  | С-1086          | 20 ноября 1939   | конец 1940          | 50,82 %                                     |                    | 22 марта 1945                  |                                                        |
| «Озорной»                             | № 200                  | С-1087          | 20 ноября 1939   | конец 1940          | 21,22 %                                     |                    | 9 января 1949                  | Достроен по проекту 30-К.                              |
| «Отменный»                            | № 200                  | С-1093          | 1940             | —                   | 6,79 %                                      |                    |                                | Захвачен германскими войсками, разобран на стапеле.    |
| «Обученный»                           | № 200                  | С-1094          | 1940             | —                   | 6,67 %                                      |                    |                                | Захвачен германскими войсками, разобран на стапеле.    |
| «Отчаянный»                           | № 200                  | С-1095          | 1940             | —                   | 3,72 %                                      |                    |                                | Захвачен германскими войсками, разобран на стапеле.    |
| «Общительный»                         | № 200                  | С-1096          | 1940             | —                   | 3,75 %                                      |                    |                                | Захвачен германскими войсками, разобран на стапеле.    |
| «Осмотрительный»                      | № 402                  | С-103           | 5 мая 1940       | 1944                | Н/д                                         |                    | 29 сентября 1947               | Достроен по проекту 30-К.                              |
| «Охотник»                             | № 402                  | С-104           | 25 июня 1940     | Н/д                 | Н/д                                         |                    | 29 сентября 1948               | Достроен по проекту 30-К с переименованием в «Сталин». |
| «Жаркий»                              | № 402                  |                 | 1941             | —                   | Н/д                                         |                    |                                |                                                        |
| «Живой»                               | № 402                  |                 | 1941             | —                   | Н/д                                         |                    |                                |                                                        |
| «Жуткий»                              | № 402                  |                 | 1941             | —                   | Н/д                                         |                    |                                |                                                        |
| «Жёсткий»                             | № 402                  |                 | 1941             | —                   | Н/д                                         |                    |                                |                                                        |
| «Внушительный»                        | № 199                  | С-3             | 16 октября 1940  | Н/д                 | Н/д                                         |                    | 29 декабря 1947                | Достроен по проекту 30-К.                              |
| «Выносливый»                          | № 199                  | С-4             | 16 октября 1940  | 1947                | Н/д                                         |                    | 5 декабря 1948                 | Достроен по проекту 30-К.                              |
| «Властный»                            | № 199                  | С-5             | 16 октября 1940  | 1948                | Н/д                                         |                    | 27 декабря 1947                | Достроен по проекту 30-К.                              |
| «Ведущий»                             | № 199                  |                 | 22 сентября 1941 | —                   |                                             |                    |                                |                                                        |
| «Внезапный»                           | № 199                  |                 | 22 сентября 1941 | —                   |                                             |                    |                                |                                                        |

### Конструкция
Основным направлением развития эскадренных миноносцев проекта 30 в сравнении с ранее разработанными проектами было повышение боевой устойчивости, прочности корпуса, мореходности и увеличения дальности плавания.

#### Корпус, надстройка и общее расположение
Архитектура кораблей проекта отличалась от эсминцев проекта 7-У наличием большой носовой надстройки с закрытым мостиком по образцу лидера «Ташкент» и отсутствием грот-мачты, благодаря чему конструкторы стремились затруднить для противника определение курсового угла корабля. Корпус корабля в основном повторял проект 7 и набирался по смешанной схеме.
Прочность и эксплуатационная надёжность корпуса были повышены за счёт усиления основных связей продольного набора (палубного стрингера, ширстрека, горизонтального киля) и утолщения в некоторых районах наружной обшивки.
Для улучшения мореходных качеств был поднят надводный борт в носовой оконечности.

#### Энергетическая установка
На эсминце проекта 30 главная энергетическая установка была котлотурбинной. Она состояла из двух новых турбозубчатых агрегатов ТВ-6 суммарной мощностью 54 000 л. с. Количество главных котлов и их производительность были сохранены по проекту 7-У (четыре котла типа КВ-3 с давлением 27 кг/см² и температурой пара 350 °С.). Запасы топлива: нормальный — 280 т мазута, полный — 560 т, наибольший — 660 т. Запас воды: котельной — 38 т, мытьевой и питьевой — 30 т; предусмотренные на кораблях проекта 30 два испарителя имели производительность 60 т/сутки каждый. В качестве движителей служили два трёхлопастных гребных винта диаметром 3,2 м
Мощность электроэнергетической установки была увеличена. На корабле было размещено два турбогенератора по 120 кВт в машинных отделениях и два дизель-генератора по 50 кВт в котельных отделениях с постоянным током напряжением 220 В.

#### Вооружение
На эсминце проекта 30 артиллерия главного калибра (ГК), в составе четырёх 130-мм орудий Б-2ЛМ, находилась в двух двухорудийных башенных установках, расположенных в носу и корме корабля. Такое размещение артиллерии ГК улучшало её обслуживание в штормовых условиях, обеспечивало защиту личного состава и материальной части от атак штурмовой авиации и поражения осколками от снарядов и бомб. Зенитная артиллерия калибра 76,2 мм состояла из одной двухствольной башенной установки; кроме этого на корабль устанавливались четыре двухствольных 12,7-мм зенитных пулемёта.
Торпедно-минное вооружение состояло из двух пятитрубных 533-мм торпедных аппаратов 2-Н (боекомплект — 10 торпед) и 60 морских мин образца 1926 года. Противолодочное — из двух бомбосбрасывателей и 30 глубинных бомб (10 ББ-1, 20 БМ-1). Противоминное вооружение состояло из двух комплектов параванов. Радиолокационное и гидроакустическое вооружение на базовом проекте отсутствовало.

#### Боевая живучесть и спасательные средства
Для борьба с возникающими из-за аварий и боевых повреждений очагами пожаров корабли проекта предполагалось оборудовать тремя пожарными турбонасосами производительностью 45 т/ч, при напоре 16 кг/см² и одной мотопомпой производительностью 50 т/ч. В качестве водоотливных средств на кораблях проекта 30 должны были применяться шесть стационарных эжекторов осушения производительностью по 100 т/ч и десять производительностью 10 т/ч, а также переносным эжектором осушения производительностью 30 т/ч. Плавсредствами на кораблях проекта 30 служили моторный катер, моторный баркас и два шестивёсельных яла.

## Проект 30-А
Одним из недостатков ЭМ проекта 30 было определено использование в составе ГЭУ котлов обычного типа с дутьем воздуха в котельное отделение. Тогда как опыт морских сражений начального периода Второй мировой показал, что такая котельная установка на легких кораблях была не эффективна, так как быстро теряла свои качества и параметры в результате нарушения герметизации котельных отделений из-за осколочных пробоин борта при близких разрывах авиабомб (вплоть до полного выхода из строя, лишая эсминец хода).
В ведущих флотах мира (США и Англия) такая схема котельной установки не применялась уже с конца 30-х годов. Для проектов новых эсминцев и более крупных кораблей использовалось дутье непосредственно в топку котлов и повышенные параметры пара (давление более 39 кгс/см², температура 427 °C).
8 марта 1940 года Народным комиссаром ВМФ было утверждено ТТЗ на новый эскадренные миноносцы проекта 30-А, в ГЭУ которых использовалась схема и параметры пара, заимствованные у эсминцев США (специально для этого один комплект ГЭУ был получен непосредственно из США). Однако, по неизвестным причинам проект так и не был реализован.

## Проект 30-К
Проект 30-К был утвержден постановлением СМ СССР от 28 января 1947 года. Согласно этому постановлению, 10 кораблей проекта 30 надлежало достроить по проекту 30-К.

### Энергетическая установка
В отличие от проекта 30, на кораблях проекта 30-К расположение котельных и машинных отделений было эшелонным:
- два носовых котельных отделения — одно (носовое) машинное отделение;
- два кормовых котельных отделения — одно (кормовое) машинное отделение.

В качестве главных турбозубчатых агрегатов, на эсминцах проекта 30-К применялись ГТЗА типа ТВ-6. Для передачи на гребные винты крутящего момента предусматривалось наличие двух гребных валопроводов.

### Вооружение
В проект 30-К, по сравнению с «родительским» проектом, были внесены некоторые изменения. Во-первых, были установлены средства радиолокации, которых на проекте 30 не было вообще (станции обнаружения «Риф» и «Гюйс», станции управления стрельбой артиллерии главного калибра «Редан», станции управления торпедной стрельбой «Редан-4», станция опознавания «Факел», станция создания помех, навигационная станция «Рым», гидроакустическая станция «Тамир-5Н». Большая часть радиоаппаратуры и приборов заменена на более новые и совершенные. Во-вторых, было усилено зенитное вооружение, за счет замены спаренной 76,2-мм АУ на двухствольную 85-мм установку. В-третьих, были усовершенствованы торпедные аппараты.
- Артиллерийский комплекс
  - Две 130-мм двуствольные АУ Б2-ЛМ;
- Зенитные комплексы
  - Одна 85-мм двухорудийная башня АУ 92-К с РЛС управления стрельбой «Вымпел-2»;
  - Шесть 37-мм одноствольных автоматических пушек 70-К;
  - Шесть 12,7-мм пулемётов;
- Торпедно-минное вооружение
  - Два трёхтрубных 533-мм торпедных аппарата ТТА-533-30 с РЛС управления стрельбой «Редан-4»;
  - Мины КБ «Краб», в количестве 52 штук (или мины М-26 — 60 штук);
- Противолодочное вооружение
  - Два больших морских бомбомёта БМБ-1 (от Специального конструкторского бюро (СКБ-4) Шавырина);
  - Два бомбосбрасывателя и глубинные бомбы (типа РГБ или БПС);
- Радиолокационное вооружение
  - Навигационная РЛС «Рым»;
  - РЛС обнаружения надводных целей «Риф-1»;
  - РЛС обнаружения воздушных целей «Гюйс-1»;
  - Гидроакустическая станция (ГАС) «Тамир-5Н»;
  - РЛС управления огнём артиллерийских комплексов «Редан»;
  - Командно-дальномерные посты КДП2-4 (или СВП-29-РЛ).

## История службы
| Название                    | В строю | Флот | Выведен из состава ВМФ |
| --------------------------- | ------- | ---- | ---------------------- |
| «Осмотрительный»            | 1947    | СФ   | 1961                   |
| «Внушительный»              | 1947    | ТОФ  | 1960                   |
| «Охотник» с 1946 — «Сталин» | 1948    | СФ   | 1958                   |
| «Отличный»                  | 1948    | БФ   | 1965                   |
| «Выносливый»                | 1948    | ТОФ  | 1960                   |
| «Властный»                  | 1948    | ТОФ  | 1960                   |
| «Озорной»                   | 1949    | ЧФ   | 1950                   |
| «Образцовый»                | 1949    | БФ   | 1961                   |
| «Отважный»                  | 1950    | БФ   | 1958                   |
| «Одарённый»                 | 1950    | БФ   | 1965                   |

## Оценка проекта
Отрицательными свойствами проекта 30 уже в конце 1930-х годов являлись клёпаная конструкция корпуса, недостаточная надёжность в боевых условиях машинно-котельной установки (с дутьём в котельные отделения). В состав вооружения кораблей проекта не были включены РЛС и размагничивающее устройство, а гидролокатор предполагалось установить лишь после завершения его разработки. Незенитный калибр артиллерии главного калибра для рубежа 1930-х—1940-х годов уже являлся архаизмом, в отличие от ВМС США и Японии присущим ВМС Италии, Германии, Франции и Англии. Все эти недостатки позволяют считать, что проект 30 «являлся морально устаревшим ещё при закладке головного корабля».